# マイケル・アジラ
マイケル・アジラ（Micheal Azira、1987年8月22日 - ）は、ウガンダ出身の元同国代表サッカー選手。現役時代のポジションはMF。

## クラブ経歴
2012年、USLプロのチャールストン・バッテリーと契約を結んだ。2012年9月のウィルミントン・ハンマーヘッズFC戦でプロ初ゴールを決めた。
2014年3月6日、メジャーリーグサッカーのシアトル・サウンダーズFCに移籍。3月23日のモントリオール・インパクト戦で途中出場しMLSデビュー。
2015年シーズンをもってシアトル・サウンダーズFCとの契約を満了。2015年12月、ウェイバードラフトでコロラド・ラピッズに指名された。
2018年8月8日、2020年のMLSスーパードラフト4巡目指名権とのトレードでモントリオール・インパクトに移籍。
2019年8月、シカゴ・ファイアーFCに移籍。

## 代表歴
2017年1月、ミルティン・スレドイェヴィッチ代表監督がアフリカネイションズカップ2017に参加する代表チーム23人の一人に選出した。

## 人物
アメリカのグリーンカードを所有しているため、MLSでは国内選手扱いとなっている。

## タイトル

### クラブ
シアトル・サウンダーズFC
- USオープンカップ: 2014
- サポーターズ・シールド: 2014